# 재궁동
재궁동(齋宮洞)은 대한민국 경기도 군포시에 있는 동이다.

## 역사
재궁동은 과천군 금정리 지역이었다. 큰샘이 있으므로 금우물·금물·금정이라 하였다. 1914년 행정구역 통폐합에 따라 쟁골, 느티울, 벌금정, 그릇점을 병합하여 금정리라 하였다. 1989년 1월 1일 군포시 승격과 동시에 금정동이 되었다가 1992년 5월 1일 금정동에서 분리되어 재궁동이 되었다.
재궁동이라는 지명은 재궁골에서 나왔는데, 조선후기 한성부사를 역임한 송복산(宋福山:1390-1467)의 묘를 이곳에 쓴 후 그의 둘째 아들 송찬이 세조 2년 단종이 폐위되어 죽임을 당하자 묘하에 두어칸 되는 초려를 짓고 임금에 대한 충성심을 표하고 자신의 지위나 행적을 숨겨 과천처사라 불렀는데, 그 후 후손인 여산송씨 문중에서 초려를 개축하여 재실로 사용하여 이후부터 이 인근을 ‘재궁골’이라 불렀다.

## 법정동
- 금정동(일부)

## 교육
- 군포양정초등학교
- 금정중학교
- 군포고등학교

## 주요 기관
- 군포시립도서관